# デニス・ユルチェンコ
デニス・ユルチェンコ（ウクライナ語: Денис Сергійович Юрченко、ローマ字:Denys Sergiyovich Yurchenko、1978年1月27日 - )は、ウクライナの陸上競技選手。棒高跳を専門とする選手で、2008年北京オリンピックの銅メダリストである。ドネツィク出身。

## 経歴
ユルチェンコは、2000年に、棒高跳で長らく世界に君臨していたセルゲイ・ブブカを下し、ウクライナチャンピオンとなり、ブブカとともにシドニーオリンピックに出場した。しかし、シドニーでは、競技中にけがをしてしまい、病院に搬送されてしまう。結果は、5m40で予選を突破することができなかった。
2002年のヨーロッパ選手権、2003年の世界選手権はともに6位に終わってしまうが、2004年の世界室内陸上では銅メダルを獲得。同年夏には2度目のオリンピックとなるアテネオリンピックに出場。決勝に進出したものの9位に終わっている。
2005年のヨーロッパ室内陸上では、自身のベスト記録5m85を出し、ロシアのイゴール・パブロフに次いで銀メダル。しかし、夏にヘルシンキで開催された世界選手権では予選で5m45しか跳べず予選落ちとなった。また、2007年の大阪で開催された世界選手権でも5m66を跳んだものの、12位と順位は振るわなかった。
2008年は、7月3日に屋外での自己ベストとなる5m83を記録し、2度目のウクライナチャンピオンに輝く。8月22日に行われた北京オリンピックの決勝では、5m70を1回で成功したが、けがのためその後の試技をすべてパス、5m70をクリアした選手はほかにも3選手いたが、3選手とも1回目の試技を失敗していたことから、ユルチェンコは銅メダルとなった。しかし、2016年オリンピックとなるアテネオリンピックに出場。決勝に進出したものの9位に終わっている。
2005年のヨーロッパ室内陸上では、自身のベスト記録5m85を出し、ロシアのイゴール・パブロフに次いで銀メダル。しかし、夏にヘルシンキで開催された世界選手権では予選で5m45しか跳べず予選落ちとなった。また、2007年の大阪で開催された世界選手権でも5m66を跳んだものの、12位と順位は振るわなかった。
2008年は、7月3日に屋外での自己ベストとなる5m83を記録し、2度目のウクライナチャンピオンに輝く。8月22日に行われた北京オリンピックの決勝では、5m70を1回で成功したが、けがのためその後の試技をすべてパス、5m70をクリアした選手はほかにも3選手いたが、3選手とも1回目の試技を失敗していたことから、ユルチェンコは銅メダルとなった。しかし、2016年11月、北京オリンピックのドーピング検査に使用された検体から禁止薬物が検出されたため、同大会で獲得した銅メダルを剥奪された。

## 自己ベスト
- 棒高跳（屋外） - 5m83 (2008年)
- 棒高跳（屋内） - 5m85 (2005年)

## 主な実績
| 年   | 大会                     | 場所                     | 種目   | 結果       | 記録 |
| ---- | ------------------------ | ------------------------ | ------ | ---------- | ---- |
| 2000 | オリンピック             | シドニー(オーストラリア) | 棒高跳 | 30位（q）  | 5m40 |
| 2002 | ヨーロッパ陸上選手権     | ミュンヘン(ドイツ)       | 棒高跳 | 6位        | 5m70 |
| 2003 | 世界陸上選手権           | パリ(フランス)           | 棒高跳 | 6位        | 5m70 |
| 2004 | 世界室内陸上選手権       | ブダペスト(ハンガリー)   | 棒高跳 | 3位        | 5m70 |
| 2004 | オリンピック             | アテネ(ギリシャ)         | 棒高跳 | 9位        | 5m65 |
| 2005 | ヨーロッパ室内陸上選手権 | マドリッド(スペイン)     | 棒高跳 | 2位        | 5m85 |
| 2005 | 世界陸上選手権           | ヘルシンキ(フィンランド) | 棒高跳 | 17位（ｑ） | 5m45 |
| 2006 | 世界室内陸上選手権       | モスクワ(ロシア)         | 棒高跳 | -          | NM   |
| 2007 | ヨーロッパ室内陸上選手権 | バーミンガム(イギリス)   | 棒高跳 | 2位        | 5m71 |
| 2007 | 世界陸上選手権           | 大阪(日本)               | 棒高跳 | 12位       | 5m66 |
| 2008 | オリンピック             | 北京(中国)               | 棒高跳 | 失格       |      |

- qは予選